# Basílica Nuestra Señora del Pilar (Buenos Aires)

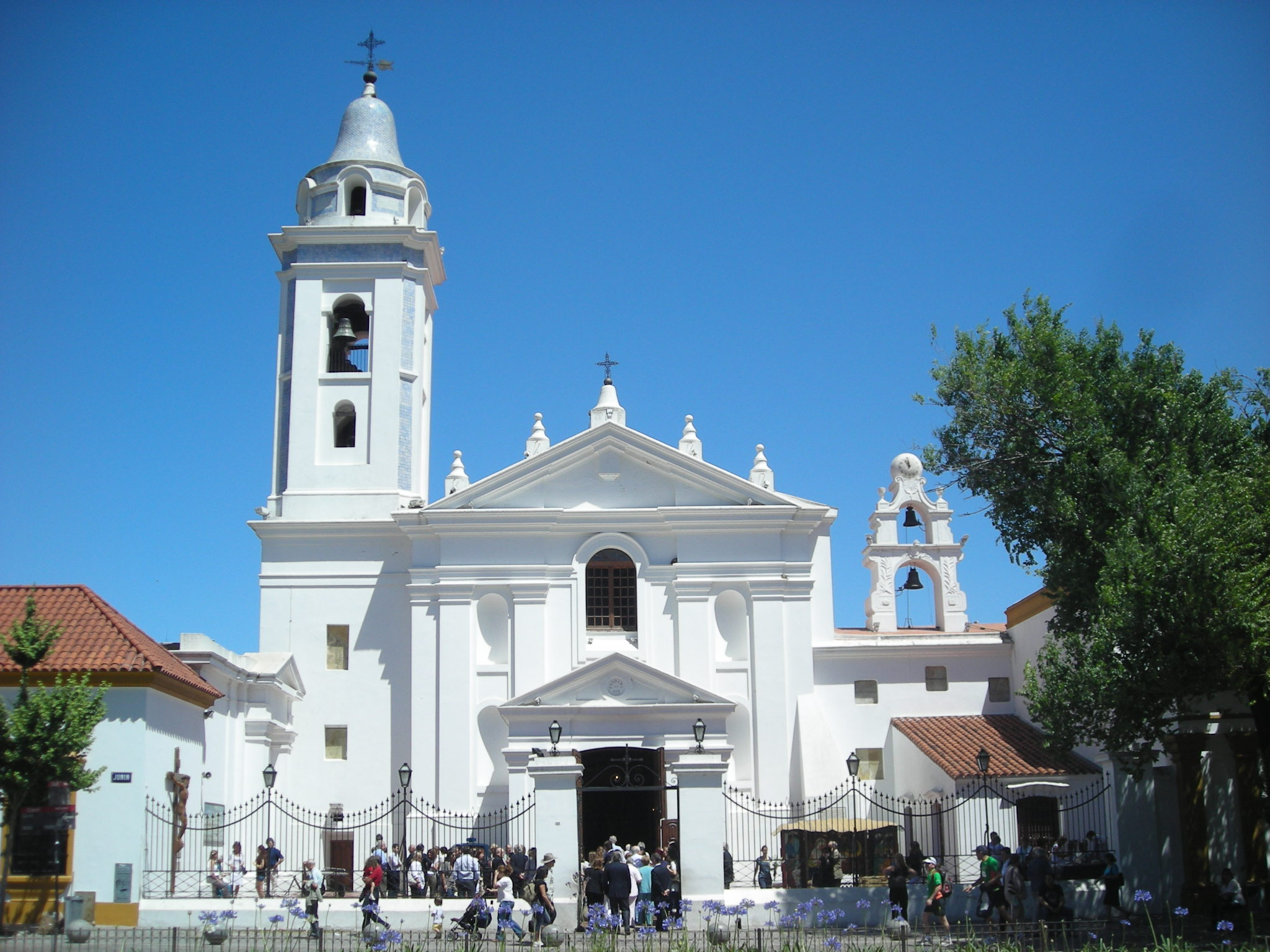
Basilika Nuestra Señora del Pilar

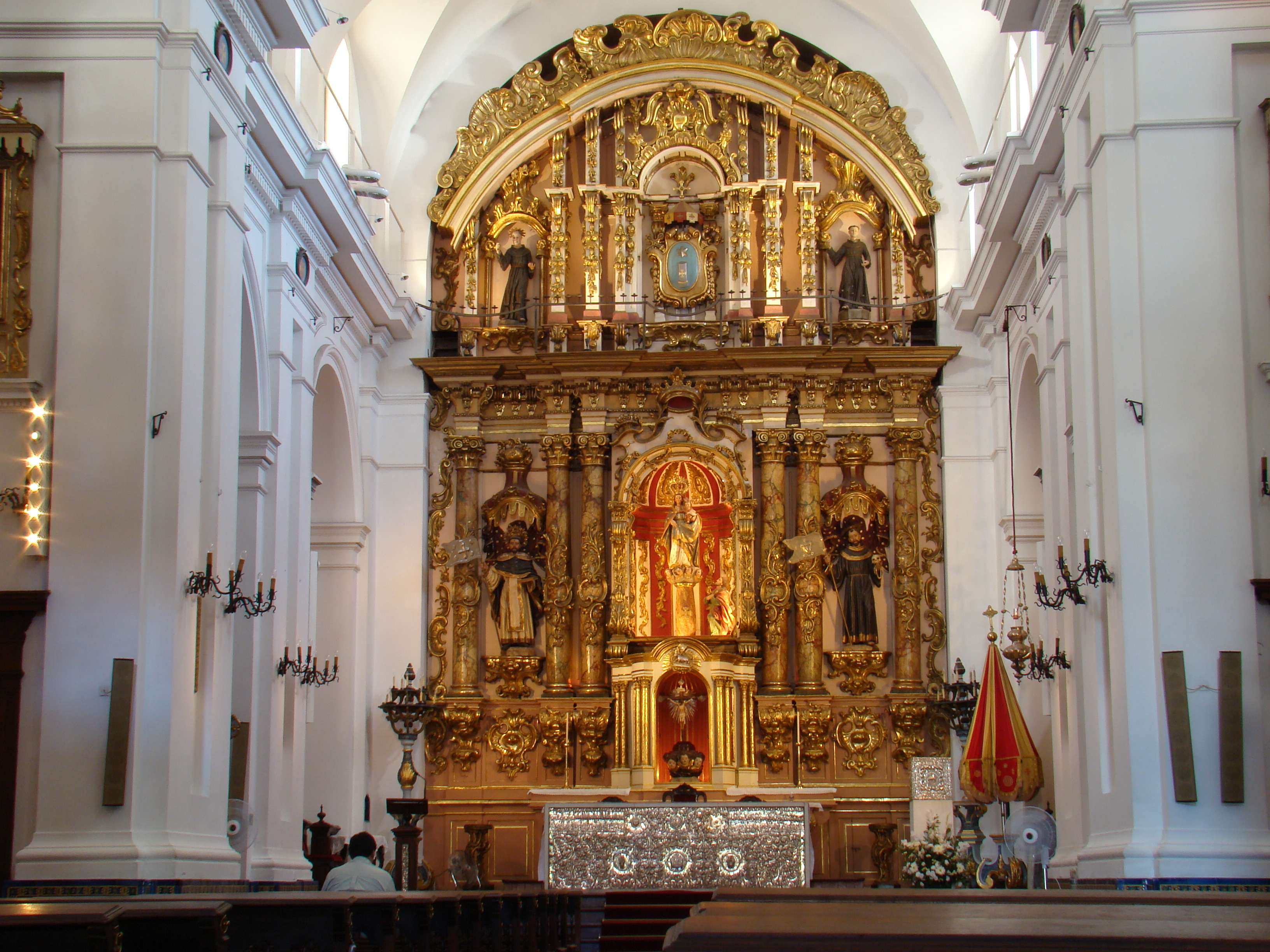
Hochaltar

Die Basilika Nuestra Señora del Pilar (deutsch Basilika Unserer Lieben Frau von der Säule) ist eine römisch-katholische Kirche im Stadtteil Recoleta von Buenos Aires, Argentinien. Die Pfarrkirche des Erzbistums Buenos Aires trägt den Titel einer Basilica minor. Sie wurde 1732 als Klosterkirche der Franziskaner-Rekollekten fertiggestellt, die namensgebend für den heutigen Stadtteil waren. Der Barockbau ist die zweitälteste Kirche der Stadt und denkmalgeschützt.

## Geschichte
Die Franziskaner-Rekollekten kamen 1708 aus Spanien nach Argentinien. Auf dem höheren Teil einer Hazienda nördlich von Buenos Aires sollte in damaliger Abgeschiedenheit ein Kloster für sie entstehen, für das es zwar einen Spender, aber zunächst keine Genehmigung gab. Ein neuer Antrag 1716 wurde dann durch einen königlichen Bescheid genehmigt. Das zuerst kleine Kloster wurde 1718 mit einer Kirche errichtet. Die heutige Kirche wurde nach Plänen des italienischen Jesuitenarchitekten Andrés Bianchi begonnen und durch Juan Bautista Prémoli 1732 fertiggestellt. Die durch den Kaufmann Juan de Narbarona finanzierte Kirche wurde Unserer Lieben Frau auf dem Pfeiler aus seiner Heimatstadt Saragossa gewidmet. Im Mai 1734 widmete der Franziskanerbischof von Asunción die Kirche zusätzlich dem Schutzpatron Petrus von Alcantara.
1821 vertrieben der erste Gouverneur der Provinz Buenos Aires Martín Rodríguez und sein Regierungsminister Bernardino Rivadavia die Mönche und enteigneten den Orden. Das Kloster war jahrelang geschlossen und wurde dann als Armen- und Altenunterkunft genutzt, auf dem Obstgarten wurde der Friedhof La Recoleta angelegt. Am 18. November 1829 wurde Nuestra Señora del Pilar zur Pfarrkirche bestimmt.
Ende des 19. Jahrhunderts wurden einige Änderungen an der Kirche vorgenommen, 1891 wurde dem rechteckigen Chor ein Joch zusammen mit einer neuen Sakristei angefügt, die Änderung der Ausgestaltung wurde 1932 wieder zurückgenommen. Papst Pius XI. erhob die Kirche 1936 in den Rang einer Basilica minor. Im Mai 1942 wurde die Kirche per Dekret 120.412 zum Nationalen Geschichtsdenkmal erklärt.

## Architektur
Die Kirche wurde als einschiffige Kreuzkirche mit flachen Seitenkapellen erbaut. Die weiß getünchte Fassade im Kolonialstil zeigt vom Kloster weg nach Südosten. Bianchi stattete sie mit einer Reihe von Doppel-Pilastern unter einem klassizistischen, dreieckigen Giebel aus. Auf der linken Seite erhebt sich der Uhr- und Glockenturm von Thomas Windmill mit einem glockenförmigen Dach, das 1866 mit Fliesen aus Pas-de-Calais verkleidet wurde.

## Ausstattung

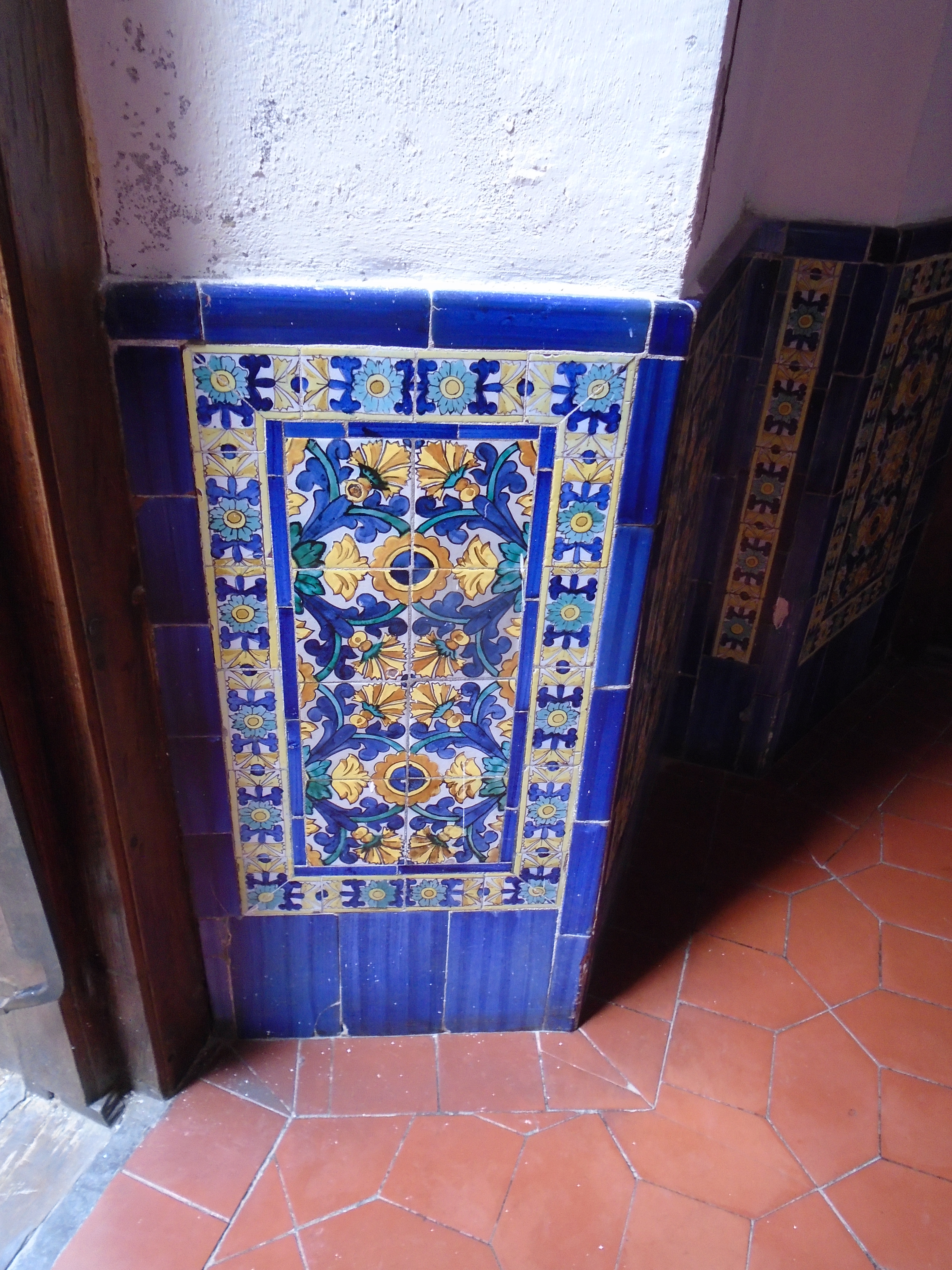
Fliesenspiegel

Der bedeutendste Teil der Barockausstattung ist das Retabel des Hauptaltars, das Titelbild in der Mitte wird von zwei franziskanischen Heiligen flankiert. Der Hauptaltar ist ein sehr einzigartiges Stück, mit Inka-Ornament von Oberperu und sehr reich in Silber gearbeitet, er ist das Werk von Domingo Mendézabal, Ignacio de Arregui und Miguel de Careaga.
Ein barocker Seitenaltar zeigt eine Holzschnitzerei von St. Petrus von Alcantara aus dem 18. Jahrhundert und wird dem Bildhauer Alonso Cano zugeschrieben; er soll von König Karl III. von Spanien gestiftet worden sein. Die Kanzel stammt ebenfalls aus dem Barock. Die Wände sind mit Fliesen aus dem französischen Pas-de-Calais gestaltet.

## Kloster
Das Gebäude um den Kreuzgang ist drei Etagen hoch und wurde für verschiedene Funktionen genutzt. 1997 wurde hier auf drei Etagen ein Museum mit kolonialer und religiöser Kunst geschaffen, das den Zeitraum vom 14. bis zum 19. Jahrhundert zeigt. Exponate sind Gemälde, Schnitzereien, Silberschmiedearbeiten und liturgische Gewänder.